# مت کنارد
مت کنارد (انگلیسی: Matt Kennard؛ زادهٔ ۱۹۸۳ (۴۱–۴۲ سال)) روزنامه‌نگار و مؤلف بریتانیایی است. وی از سال ۲۰۰۶ میلادی تاکنون مشغول فعالیت بوده‌است. او همچنین سرپرست تحقیقات وب سایت روزنامه‌نگاری تحقیقی اسناد از طبقه‌بندی خارج شده انگلستان است که در همکاری با نویسنده و تاریخ‌نگار مارک کرتیس بنیانگذار آن کار می‌کند. کنارد قبلاً برای نیو استیتسمن، گاردین، فایننشال تایمز، اوپن‌دموکراسی و اینترسپت مقاله می‌نوشت. او همچنین در رسانه چپ‌گرای نووارا همکاری دارد.
در ۲۰۰۶ کنارد هنگامی که یک دانشجوی روزنامه‌نگاری بود، فرانک الیس، استاد دانشگاه لیدز را متهم به نژادپرستی کرد و به این منظور مصاحبه‌ای در برنامه تودی با رادیو بی‌بی‌سی ۴ داشت. در این دوره کنارد برای مجله رهبری دانشجویان مقاله می‌نوشت. او همچنین با نوشتن مقاله در مجله دانشجویی دانشگاه کالیفرنیا، لس آنجلس و دیلی بروین از تلاش‌های الن درشویتس استاد دانشگاه هاروارد که با اقدامات نورمن فینکلستین مخالفت داشت حمایت کرد. در ۲۰۰۷، بعد از یک جنجال علنی بین فینکلستین و الن درشویتس، استاد دانشگاه مخالف او، (از جانب فینکلستین متهم به جعل، سرقت ادبی و تاریخ سازی برای مشروعیت بخشیدن به اسرائیل شده بود) که از عضویت رسمی در هیئت علمی دانشگاه دوپال محروم شد.
کنارد نویسنده کتاب ارتش نامنظم: چگونه ارتش ایالات متحده نئونازی‌ها، اعضای باند و جنایتکاران را برای مبارزه با تروریسم به کار گرفت، منتشر شده توسط انتشارات ورسو و همچنین راکت یک خبرنگار سرکش در مقابل استادان جهان منتشر شده توسط انتشارات زد را منتشر کرده‌است. او قبلاً همکار و سپس مدیر مرکز روزنامه‌نگاری تحقیقی بوده‌است.

## اسناد طبقه‌بندی شده انگلستان
در ۲۰۱۹ کنارد و کرتیس یک وب سایت خبری بنام اسناد طبقه‌بندی شده انگلستان تأسیس کردند که روی اسلوب نظامی و سیاست خارجی تمرکز دارد. این وب سایت به‌عنوان یک سایت فرعی توسط روزنامه آنلاین دیلی ماوریک مستقر در آفریقای جنوبی مشغول فعالیت است.
در ژوئن ۲۰۲۰، کنارد تحقیقاتی را در مورد برنامه مدارس ستاد ارتباطات دولت که توسط مرکز ملی امنیت سایبری بریتانیا اداره می‌شود، منتشر کرد. تحقیقات دربارهٔ یک برنامه انتقادی بود و ستاد ارتباطات دولت (GCHQ) پاسخ به پرسش‌های وی را متوقف کرد. کنارد تحت قانون حفاظت از داده‌های انگلستان درخواست اطلاعات کرد تا ببیند آیا ستاد ارتباطات دولت تصمیم گرفته‌است به دلیل گزارش وی در مورد برنامه مدارس با او برخورد نکند. رسانه‌ها نوشتند ایمیل‌هایی که کنارد دریافت کرده به نظر می‌رسد نشان می‌دهد که دفتر مطبوعاتی ستاد ارتباطات دولت و نوشته‌های کنارد به دلیل نوشتن مطالب طولانی منفی، از سوی دفتر مطبوعاتی در لیست سیاه قرار گرفته‌است. کنارد اظهار داشت این بسیار وحشتناک است زیرا بزرگ‌ترین آژانس اطلاعاتی کشور که توسط سازمان مالی تأمین شده‌است و عموم مردم انگلیس سالانه بیش از یک میلیارد پوند صرف آن می‌کنند، اقدام به قطع ارتباط با یک روزنامه‌نگار می‌نمایند، چرا که بر این باورند مطالب ستاد ارتباطات دولت را با دید منفی نوشته‌است. وی تصریح کرد: «این نگران کننده است زیرا برنامه ای که می‌خواستم اطلاعات اولیه هزاران کودک را گردآوری کنم آنهم در سیستمی که خود را دموکراسی می‌نامد، ما حق داریم بدانیم این نوع برنامه‌ها شامل چه چیزهایی می‌شود.»
در اوت ۲۰۲۰ «اسناد محرمانه طبقه‌بندی شده انگلستان»، با وزارت دفاع بریتانیا تماس گرفت تا در مورد سرباز انگلیسی که به جنگ یمن اعتراض کرده بود، اظهارنظر کند. وزارت دفاع بریتانیا هیچ اطلاعاتی در این زمینه ارائه نکرد و یک مقام مطبوعاتی وزارت دفاع در نهایت اظهار داشت که «ما دیگر به مطالب منتشر شده شما نیاز نداریم.» وکلا به صورت محرمانه به وزارت دفاع بریتانیا نامه نوشتند تا به آنها توصیه کنند از این که نگرش وزارت دفاع می‌تواند نقض ماده ۱۰ کنوانسیون اروپایی حقوق بشر و خلاف قانون خدمات ملکی باشد. سیموس دولی، دبیرکل اتحادیه ملی روزنامه نگاران، از برچسب زدایی انگلستان حمایت کرد و گفت: «NUJ هرگونه ممنوعیت یک جانبه توسط یک بخش دولتی در مورد سؤالات سازمان‌ها یا نشریات خبری منتخب را بسیار نگران کننده توصیف کرد» و به رسانه‌های شورای اروپا در مورد آزادی هشدار داد. وزارت دفاع عذرخواهی کرد و متعهد شد که با همه رسانه‌ها، از جمله مجلات انگلیسی طبقه‌بندی نشده، «منصف و بی‌طرف» رفتار کند.

## زندگی شخصی
کنارد در منطقه هکنی لندن زندگی می‌کرد اما بعداً به پدینگتون نقل مکان کرد. وی پسر پیتر کنارد است که یک هنرمند فتومونتاژ می‌باشد.
او از هواداران باشگاه فوتبال آرسنال است.